# 中華民國—愛沙尼亞關係
中華民國與愛沙尼亞共和國於1937—1940年有官方外交關係，但因蘇聯併吞愛沙尼亞而中止。自1991年從蘇聯獨立以來，兩國沒有在對方首都互設具大使館功能的代表機構。目前對愛沙尼亞的相關事務由駐拉脫維亞臺北代表團兼轄。

## 政治

### 外交

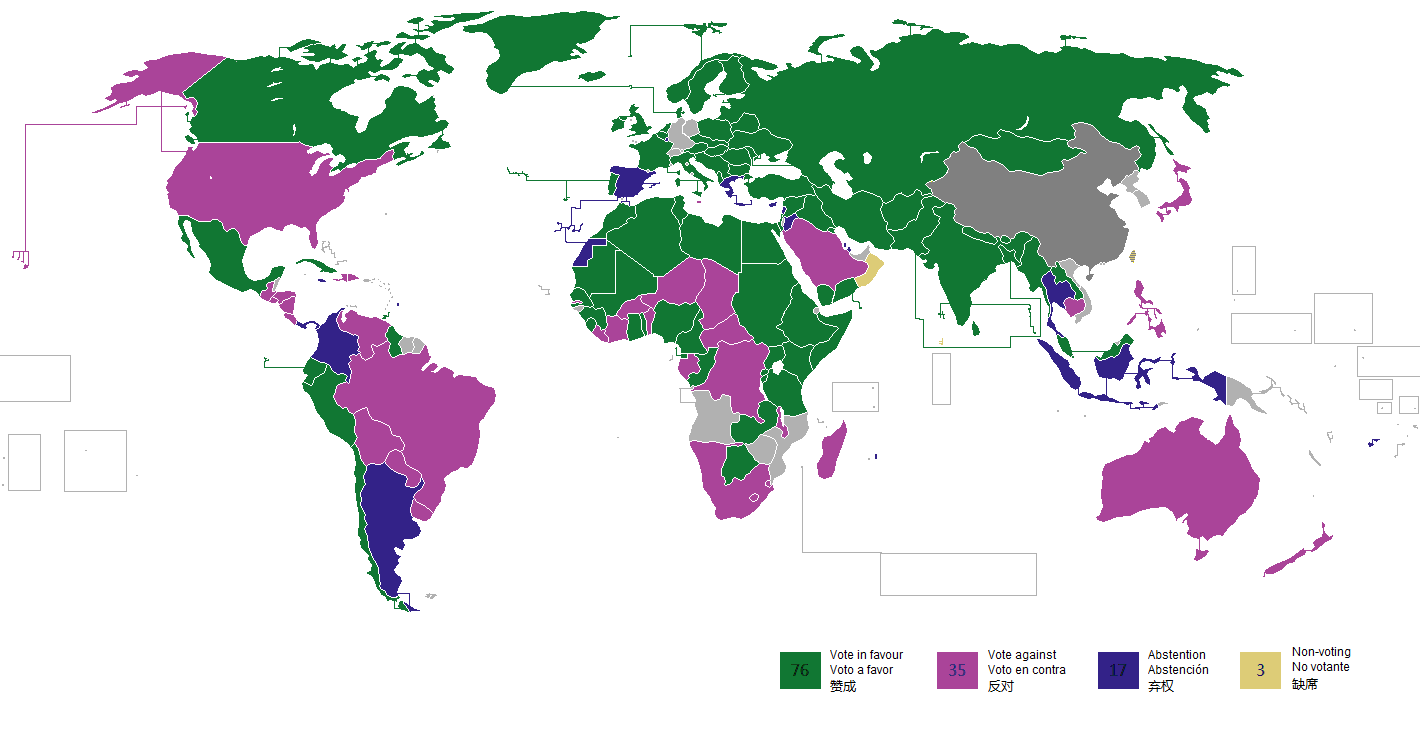
綠色國家表示在1971年的投票中反對中華民國續留聯合國，即《聯合國大會2758號決議》，愛沙尼亞當時是蘇聯的加盟共和國（愛沙尼亞蘇維埃社會主義共和國），由蘇聯作為主權國家參與投票。

1937年12月21日，愛沙尼亞與中華民國簽署《友好條約》，建立公使級的外交關係。
1940年8月6日，因蘇聯佔領愛沙尼亞而中止。
1991年11月8日，中華民國外交部次長章孝嚴訪問愛沙尼亞，與對外經濟關係部長皮爾夫簽署互設貿易代表團協定及經濟合作備忘錄。
1995年6月，中華民國經濟部長江丙坤率團赴瑞士參加蒙太納論壇，期間會見愛沙尼亞總統梅里，並就雙邊經貿關係交換意見。8月，愛沙尼亞前總理拉爾國會議員抵台訪問。
2012年3月28日，愛沙尼亞國會議員及愛沙尼亞政府官員訪問團應中華民國政府邀請抵台訪問。訪問團成員包括國會議員翰森、愛沙尼亞外交部經濟發展司總司長彭安德，亞太司負責亞、澳、大洋洲事務政務司副司長康思博（Siiri Königsberg），以及經濟暨交通部歐盟與國際合作司司長盧畢。
2014年7月15日，中華民國總統夫人周美青以「臺北愛樂管弦樂團」榮譽會長身份訪問愛沙尼亞第2大城塔爾圖。當晚「臺北愛樂管弦樂團」應當地城市「珠戲音樂節」主辦單位邀請在塔爾圖聖約翰教堂演出。
2014年7月，中華民國經濟部常務次長卓士昭訪問愛沙尼亞，會見該國經濟暨交通部常務次長Ahti Kuningas、歐盟暨國際合作司司長Martin Roger等人。
2016年5月，中華民國前副總統呂秀蓮訪問愛沙尼亞。
2019年4月，愛沙尼亞國會友台小組致函世界衛生組織（WHO）呼籲邀請台灣出席世界卫生大会（WHA）。
2020年1月，台北市長柯文哲訪問愛沙尼亞考察觀摩e化發展。
2021年4月2日，臺灣太魯閣號列車發生事故，造成重大傷亡，愛沙尼亞國防部長萊內特表示哀悼。
2023年5月23日，愛沙尼亞衛生部長西庫特在WHA表示，各國應促進包容，納入所有夥伴，包括台灣，有意義地參與將有益於全球健康福祉。這是愛沙尼亞首度在WHA聲援台灣。先前，愛沙尼亞國會友台小組以及愛沙尼亞醫師協會分別致函WHO幹事長谭德塞，表達支持台灣參與WHA的立場。
2023年8月6日，波羅的海三國的國會外交委員會主席（愛沙尼亞的梅馬侃、立陶宛的帕季格、拉脫維亞的柯理和）共同組團訪台。10日，與總統蔡英文會面。同日，梅馬侃接受台灣中央通訊社採訪，表示返國後將提出雙方互設代表處。
2023年11月3日，愛沙尼亞同意台灣在首都塔林開設臺北經濟文化代表處，但目前仍在討論中。愛沙尼亞外交部長薩克納指出「如同許多其他歐洲聯盟國家，愛沙尼亞已準備好接受台北設立非外交的經濟或文化代表處，促進雙方關係。」但強調「愛沙尼亞未承認台灣是一個國家，基於一个中国政策框架，我們將不會與台灣發展政治關係。」薩克納並支持台灣參與涉及全球利益領域的國際事務，例如WHO。11月8日，中華民國外交部長吳釗燮訪問愛沙尼亞，對於設處表示相當樂見，但還須協商包括外交官頭銜、豁免權、職權等細節，並透露也邀請愛沙尼亞來台設處。
2024年1月13日，中華民國總統選舉結束後，波羅的海三國的國會外交委員會主席（愛沙尼亞的梅馬侃、立陶宛的帕季格、拉脫維亞的柯理和）發表聯合聲明，讚揚台灣的總統選舉再次展現民主制度的力量與韌性，堪為印太區域的典範與世界的良善力量。並感謝台灣對區域安全的貢獻，包括協助重建烏克蘭，且在中國未曾間歇的打壓下，仍致力捍衛台海的和平與穩定。
2025年5月，愛沙尼亞社會事務部長尤卡蔓在WHA表示，全球合作至關重要，因此持續支持台灣參與WHO的活動與會議。

## 經濟

### 貿易
| 年分 | 貿易總額    | 貿易總額 | 貿易總額 | 出口至愛沙尼亞 | 出口至愛沙尼亞 | 出口至愛沙尼亞 | 自愛沙尼亞進口 | 自愛沙尼亞進口 | 自愛沙尼亞進口 | 順逆差 |
| 年分 | 金額        | 年增減   | 排名     | 金額           | 年增減         | 排名           | 金額           | 年增減         | 排名           | 順逆差 |
| ---- | ----------- | -------- | -------- | -------------- | -------------- | -------------- | -------------- | -------------- | -------------- | ------ |
| 2017 | 119,918,590 | ▲0.0%    | 88       | 96,394,398     | ▲6.4%          | 74             | 23,524,192     | ▼19.8%         | 95             | 順差▲  |
| 2018 | 121,580,625 | ▲1.4%    | 86       | 101,582,923    | ▲5.34%         | 74             | 19,997,702     | ▼15.0%         | 100            | 順差▲  |
| 2019 | 96,619,639  | ▼20.5%   | 89       | 82,494,399     | ▼18.8%         | 74             | 14,125,240     | ▼29.4%         | 101            | 順差▼  |
| 2020 | 109,383,322 | ▲13.2%   | 83       | 70,576,426     | ▼14.4%         | 74             | 38,806,896     | ▲174.7%        | 88             | 順差▼  |
| 2021 | 127,177,715 | ▲16.3%   | 91       | 87,730,344     | ▲24.3%         | 75             | 39,447,371     | ▲1.7%          | 96             | 順差▲  |
| 2022 | 109,825,647 | ▼13.6%   | 94       | 73,527,085     | ▼16.2%         | 83             | 36,298,562     | ▼8.0%          | 95             | 順差▼  |
| 2023 | 97,331,371  | ▼11.4%   | 90       | 52,569,831     | ▼28.5%         | 85             | 44,761,540     | ▲23.3%         | 87             | 順差▼  |
| 2024 | 82,749,202  | ▼15.0%   | 88       | 49,197,712     | ▼6.4%          | 84             | 33,551,490     | ▼25.0%         | 92             | 順差▲  |

2023年的兩國貿易項目如下：
出口至愛沙尼亞的前10大項目為：鋼鐵製螺釘、螺栓、螺帽、螺旋鈎、車用螺釘、鉚釘、橫梢、開口梢、墊圈與類似製品；縫紉機與專用配備；不鏽鋼扁軋製品；鋼鐵製之其他管與空心型；經護面、鍍面或塗面之铁或非合金鋼扁軋製品；集成电路；電話機（包括智能手机），以及其他傳輸或接收聲音、圖像之有線或无线网络通訊器具；其他武器（例如弹簧刀、空氣槍或瓦斯槍、警棍）；切削金屬用車床；未初梳、精梳或未另行處理以供紡製用之合成纖維棉等。
自愛沙尼亞進口的前10大項目為：碟片、磁带、固態非揮發性儲存裝置、智慧卡與其他錄音或錄製之媒體；電話機（包括智能手机），以及其他傳輸或接收聲音、圖像之有線或无线网络通訊器具；酵母、已死單細胞微生物（不包括疫苗）、發粉；变压器、靜電式變流器與電感器；液體比重计與類似浮動儀器、溫度計與雙管溫度計、高溫計、氣壓計、濕度計；礦物或化學肥料中內含氮、磷、钾者；木材；未列名食物調製品；理化分析用儀器與器具、計量或檢查粘性、多孔性、膨脹性、表面张力與類似性能之儀器與器具，計量或檢查熱量、音量或光之儀器與器具、理化分析用切片機；控電或配電用板或櫃等。

### 投資
根據中華民國經濟部投資審議司統計，截至2024年1月，臺商前往愛沙尼亞的投資金額為1,000美元，計有1件；愛沙尼亞赴臺灣的投資金額為11.3萬美元，計有9件。
目前在愛沙尼亞尚無臺商或臺僑組織，亦無臺灣的金融機構。

### 會展
2011年11月，在臺北舉辦第1屆「臺愛經濟合作會議」。此後在塔林或臺北輪流舉辦，至2021年已舉辦第7屆（有鑑於2019冠状病毒病疫情影響，改為線上會議）。
2015年4月，經濟部國際貿易局委託中華民國對外貿易發展協會（外貿協會）辦理的「2015年新北歐利基產業拓銷團」與36家廠商前往俄羅斯聖彼得堡、芬蘭、愛沙尼亞、瑞典及波蘭等國爭取商機，該團也是台灣近期赴北歐地區規模最大的拓銷團。
2017年11月，工業技術研究院董事長李世光率領經濟部「2017年歐洲新創展會參訪及招商團」赴愛沙尼亞考察商機。

## 交流

### 學術
爱沙尼亚学者钢和泰是一名汉学家和东方学家，在中国语言学和藏學等領域均有所研究，在中外文化和学术交流中亦扮演重要的角色。钢和泰在20世纪初發現了清朝宫廷御用的图像学著作《诸佛菩萨圣像赞》，又曾在北京大学和燕京大學執教，與胡適有交情:539，亦曾與陳寅恪交流切磋:107。1937年3月16日，於中國北平的德國醫院逝世。
中華民國教育部提供「臺灣獎學金」和「華語文獎學金」給予愛沙尼亞學生申請台灣的大學攻讀學位及學習華語文；中華民國外交部則提供「臺灣獎助金」給予愛沙尼亞學者赴台研究。

### 藝文
2016年9月，駐拉脫維亞臺北代表團與愛沙尼亞塔爾圖大學舉辦「愛沙尼亞人眼中的臺灣」照片特展。10月，另舉辦「文明的印記」中華古書特展。
2017年1月，駐拉脫維亞臺北代表團與愛沙尼亞建築博物館共同舉辦「Making Places」（空間創造）臺灣建築展。

### 援助
2020年4月，對於2019冠状病毒病疫情在全球擴散，中華民國外交部宣布第2波國際援助行動，其中捐贈130萬片口罩給愛沙尼亞在內的8個欧洲联盟成员国。

## 協定
| 日期           | 簽署 | 備註  |
| -------------- | --- | ----- |
| 1937年12月21日 | 《中國愛司托尼亞友好條約》 | [ 3 ] |
| 1991年11月8日  | 《中華民國與愛沙尼亞互設貿易代表團協定》 《中華民國與愛沙尼亞經濟合作備忘錄》 | [ 4 ] |
| 2016年         | 《國立政治大學與塔林大學學術合作備忘錄》 《國立臺北科技大學與塔林科技大學學術合作備忘錄》 《國立政治大學與塔林大學學生交流合作備忘錄》 《國立臺北科技大學與塔林科技大學學生交流合作備忘錄》 | [ 8 ] |

## 簽證

持中華民國護照的中華民國國民簽證要求分布圖：入境愛沙尼亞可以「申根區免簽證」。

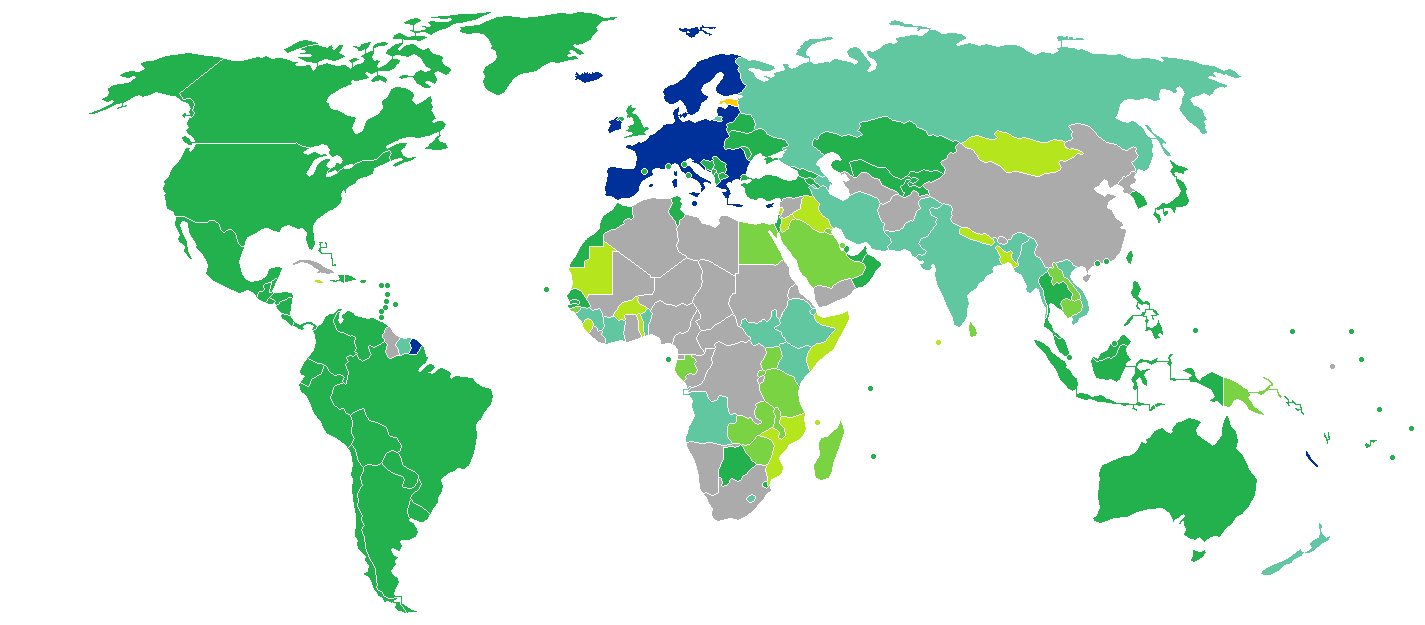
持歐盟的愛沙尼亞護照之愛沙尼亞國民簽證要求分布圖：入境中華民國可以免簽證。

歐洲申根區給予持有載明身分證字號的中華民國護照之中華民國國民可以申根區免簽證入境，停留日數與申根區合併計算，每6個月期間內總計可停留90天。經愛沙尼亞轉機至申根區亦可免簽證。
愛沙尼亞國民持有歐盟護照者也可以免簽證的方式入境中華民國，停留最多90天。

## 交通

### 航空

#### 客運
兩國無直航班機，可經由（不計航點遠近，截至2023年7月8日）：
- 臺北→伊斯坦堡、巴黎、慕尼黑、法蘭克福、米蘭、阿姆斯特丹、維也納，再轉機前往愛沙尼亞的塔林倫納特·梅里機場。[35]

### 駕車
愛沙尼亞尚未承認中華民國國際駕駛執照。

## 外部連結
- 中華民國外交部－愛沙尼亞共和國簡介 （页面存档备份，存于）
- 駐拉脫維亞臺北代表團
- 外交部領事事務局－國外旅遊警示分級表
- 中華民國衛生福利部－國際旅遊疫情建議等級
- 中華民國國際經濟合作協會 （页面存档备份，存于）